# Julea indica
Julea indica är en insektsart. Julea indica ingår i släktet Julea och familjen gräshoppor. Inga underarter finns listade i Catalogue of Life.